# Metylbensoat
Metylbensoat är en ester som bildas när metanol och bensoesyra reagerar. Det är en genomskinlig mintluktande vätska. Metylbensoat är så gott som olösligt i vatten men lösligt i många organiska lösningsmedel som metanol, etanol och aceton. Metylbensoat används i parfymer och bekämpningsmedel. När kokain utsätts för fukt så avsöndrar den metylbensoat och det är den lukten som narkotikahundar kan spåra.